# El Sesteadero
El Sesteadero es un corregimiento del distrito de Las Tablas en la provincia de Los Santos, República de Panamá. Es un pintoresco pueblo con unos 1053 habitantes (2023) quienes se dedican a la ganadería, la agricultura y actividades comerciales a pequeña escala. Es un pueblo guardián de las costumbre y tradiciones heredadas de antaño.

## Historia
El Sesteadero fue creado como corregimiento el 5 de noviembre de 1919, bajo la administración del Presidente Belisario Porras. La fiesta patronal del pueblo es el 8 de diciembre, día de la Inmaculada Concepción y tradicionalmente se celebra el "Martes de Carnaval" con paseo de polleras, acompañadas de tamboritos, y fuegos artificiales o voladores.

## Clima
Según investigadores de la NASA, El Sesteadero es una área tropical que genera gran cantidad energía, y desde donde se puede observar variedad de nubes y tormentas. Por esta razón científicos e investigadores de la NASA y varias universidades han iniciado el proyecto denominado Composición Tropical, Nubes y Acoplamiento Climático (TC4), en El Sesteadero. Esto para detectar y monitorear el comportamiento de la atmósfera panameña.

## Economía
El Sesteadero ha dado muchos profesionales al país, y personas emprendedoras en distintos campos. Entre ellos Teresín Jaén, considerado el músico típico más popular del siglo XX, su primer disco vendió 20 mil copias rompiendo los récords de la época. También este pueblo ha visto nacer a una belleza inigualable como Cristina Herrera Miss Panamá International 2002.